# Protonebula uniformis
Protonebula uniformis là một loài bướm đêm trong họ Geometridae.